# 이와키촌 (나라현)
이와키촌(磐城村)은 나라현 북서부, 기타카쓰라기군에 속해있던 촌이다. 현재의 가시바시 북부에 해당한다.

## 역사
- 1889년 4월 1일 - 정촌제 시행에 의해 가쓰게군 이와키촌이 성립하였다.
- 1897년 4월 1일 - 군제 시행에 의해 기타카쓰라기군으로 변경되었다.
- 1956년 4월 1일 - (구) 다이마정과 합병해, 새로운 다이마정이 성립하여, 동일 이와키촌은 폐지되었다.

## 교통

### 철도
- 긴키 닛폰 철도
  - 미나미오사카선

### 도로
- 국도 제166호선
- 국도 제168호선